# Clémence Halbout
Clémence Halbout (* 4. August 1990 in Fontainebleau) ist eine französische Inline-Speedskaterin. Sie begann im Alter von 3 Jahren mit dem Inlineskaten.
Ihre Schwester Justine ist ebenfalls eine erfolgreiche Inline-Speedskaterin.
Halbout hat an den World Games 2013 in Cali teilgenommen und erreichte als beste Platzierung einen vierten Platz im 1000-m-Sprint.
2014 konnte Halbout bei ihren bisher erfolgreichsten Europameisterschaften drei Medaillen gewinnen.
Von 2008 bis 2013 hat Halbout an der Universität von Paris und Bordeaux studiert. Sie lebt zurzeit in Talence.